# Ulf Schirmer

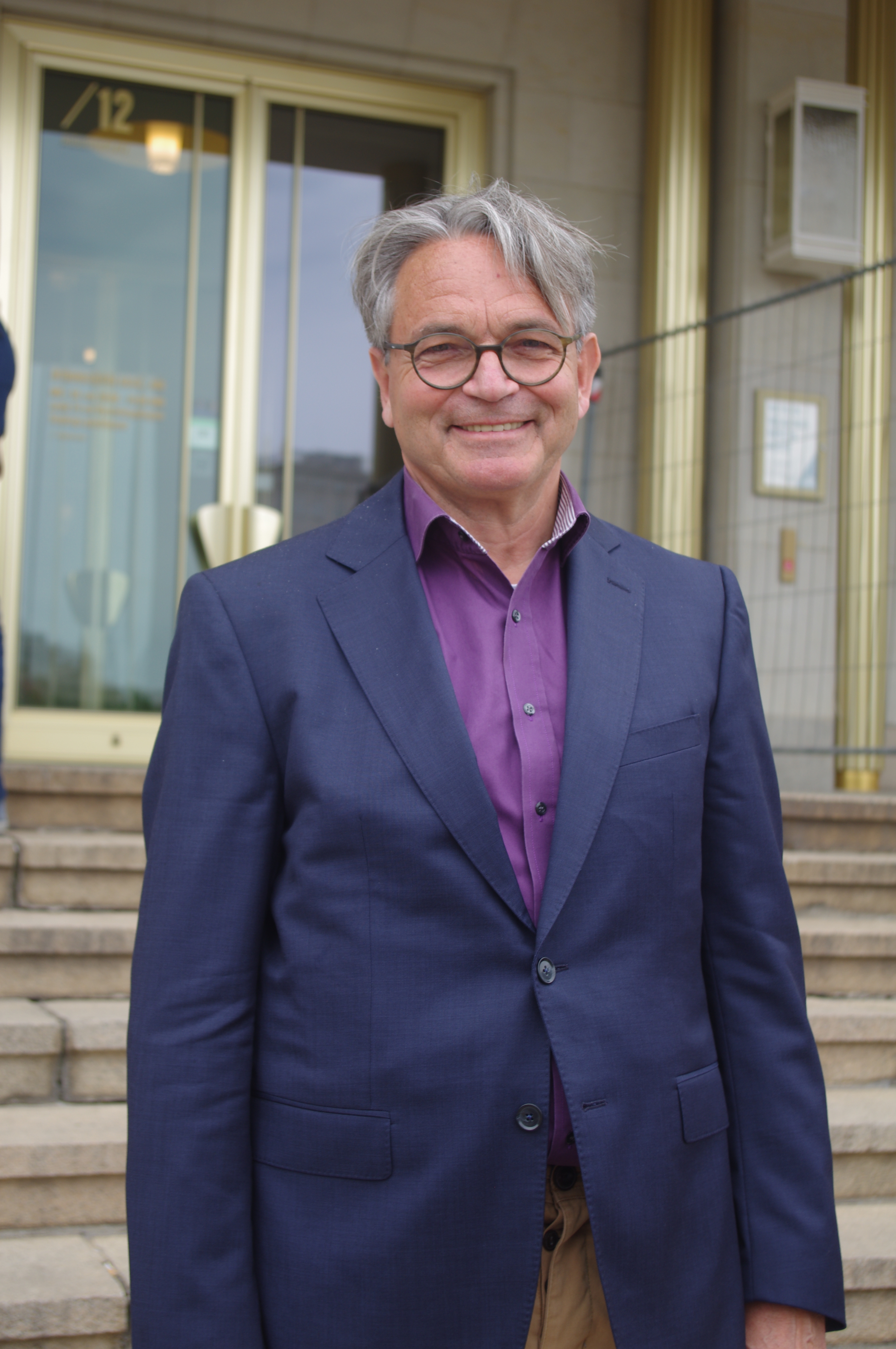
Ulf Schirmer (2022)

Ulf Schirmer (* 8. Januar 1959 in Eschenhausen bei Bremen) ist ein deutscher Dirigent. Er war von 2009 Generalmusikdirektor und von 2011 bis Ende Juli 2022 zusätzlich Intendant der Oper Leipzig. Von 2006 bis 2017 war er Chefdirigent des Münchner Rundfunkorchesters.

## Leben und Wirken
Schirmer studierte am Bremer Konservatorium sowie an der Musikhochschule Hamburg bei György Ligeti, Christoph von Dohnányi und Horst Stein. Als Assistent von Lorin Maazel und Hausdirigent an der Wiener Staatsoper leitete er zahlreiche Premieren wie Un Re in ascolto, Raimonda und Die Entführung aus dem Serail. Von 1988 bis 1991 war er Generalmusikdirektor in Wiesbaden und künstlerischer Direktor der Symphoniekonzerte am Hessischen Staatstheater. Ab 1991 folgte an der Wiener Staatsoper die Anstellung als Resident-Dirigent, in den darauffolgenden Jahren kam auch eine beratende Funktion hinzu. Von 1995 bis 1998 war er Chefdirigent des Dänischen Radio-Sinfonieorchesters in Kopenhagen. Im Jahr 2000 wurde Ulf Schirmer zum Professor für musikalische Analyse und Musikdramaturgie an die Hochschule für Musik und Theater Hamburg berufen. Von 2006 bis 2017 war er künstlerischer Leiter des Münchner Rundfunkorchesters.
Im Rahmen seiner Konzerttätigkeit dirigierte er die Wiener und die Berliner Philharmoniker, die Wiener und die Bamberger Symphoniker, die Staatskapelle Dresden und das Orchestre de la Suisse Romande. Gastengagements führten ihn zu den Bregenzer Festspielen, den Salzburger Festspielen, an die Staatsoper Wien, die Grazer Oper, die Deutsche Oper Berlin, die Pariser Opéra Bastille, die Mailänder Scala, nach Tokio, Genf und Israel. Große Erfolge feierte er unter anderem mit den Inszenierungen von Der Rosenkavalier, Salome, Nabucco, Fidelio, Die Fledermaus und mit der Uraufführung Tod und Teufel von Gerd Kühr. An der Wiener Staatsoper war er der musikalische Leiter von La Bohème und Der fliegende Holländer. In der Spielzeit 2005/06 verantwortete er die Einstudierung von Parsifal an der Oper Leipzig.
Seit der Spielzeit 2009/10 ist Ulf Schirmer Generalmusikdirektor der Oper Leipzig. Zudem bekleidet er seit der Spielzeit 2011/12 auch das Amt des Intendanten der Leipziger Oper. Seitdem erfolgten Einstudierungen insbesondere von Werken Richard Wagners und Richard Strauss‘, unter anderem Die Feen in Kooperation mit den Bayreuther Festspielen (BF Medien), Der Ring des Nibelungen, Ariadne auf Naxos und Elektra. Ferner leitete er die Einstudierung von Hänsel und Gretel, Macbeth, Aufstieg und Fall der Stadt Mahagonny, West Side Story und Charleys Tante im Spiegelzelt. In der Spielzeit 2017/18 studierte er Tannhäuser und der Sängerkrieg auf Wartburg und Alban Bergs Lulu ein.
In der Ratsversammlung der Stadt Leipzig am 21. Juni 2017 wurde Schirmer einstimmig als Intendant der Oper Leipzig bis Juli 2022 bestätigt. In der Begründung der Stadt Leipzig für die Verlängerung hieß es, dass sich die Oper unter Schirmer außerordentlich erfolgreich entwickelt habe. Das Repertoire wurde unter Schirmer ausgewogen erweitert und ergänzt, so dass die Oper Leipzig auch beim Publikum wieder hohe Akzeptanz und Anerkennung findet. Diese Entwicklung spiegelt sich in Zahlen wider: Zu Beginn der Intendanz von Schirmer wurden 154.516 Besucher in der Saison 2011/12 gezählt, im Jahr 2016 waren es 189.316 Zuschauer insgesamt – ein Ergebnis, das seit über 15 Jahren nicht erreicht werden konnte.
Schwerpunkte seiner Tätigkeit als Operndirigent sind die Werke von Richard Strauss und Richard Wagner. Schirmer setzt sich daneben auch für die Werke vieler zeitgenössischer Komponisten ein. Als Konzertdirigent verfügt er über ein Repertoire, das mit Beethoven, Bruckner und Richard Strauss kulminiert.

## Ehrungen
2010 erhielt Ulf Schirmer den Echo Klassik für die Operneinspielung von Karl Amadeus Hartmanns Des Simplicius Simplicissimus Jugend mit dem Münchner Rundfunkorchester.
Im Jahr 2016 wurde er mit dem Leipziger Tourismuspreis in der Kategorie „Persönlichkeiten“ ausgezeichnet.
2018 wurde Schirmer mit dem International Classical Music Award für die CD-Einspielung der Proserpine von Camille Saint-Saëns geehrt.

## CD-Aufnahmen
- Richard Strauss, Capriccio Op. 85, Wiener Philharmoniker, 1996, Decca
- Alban Berg, Lulu, Dänisches Radiosinfonieorchester, 1997, Chandos
- Carl Nielsen, Maskarade, Dänisches Radiosinfonieorchester und Rundfunkchor, 1998, zweite Auflage 2003, Decca
- Ernst Krenek, verschiedene Werke, Radio-Symphonieorchester Wien, 2000, Orfeo
- Tales of Opera, Simon Keenlyside, Münchner Rundfunkorchester, 2006, Sony Classical
- Gerd Kühr u. a., Paradisi Gloria 21, Chor des Bayerischen Rundfunks, Münchner Rundfunkorchester, 2010, BR-Klassik, BRmedia Service
- Albert Lortzing, Regina, Münchner Rundfunkorchester, Prager Philharmonischer Chor, 2013, cpo
- Franz Lehár, Das Fürstenkind, Münchner Rundfunkorchester, Chor des Bayerischen Rundfunks, 2013, cpo
- Richard Strauss, Feuersnot, Münchner Rundfunkorchester, Chor des Bayerischen Rundfunks, 2014, cpo
- Gordon Getty, The Little Match Girl, Münchner Rundfunkorchester, Chor des Bayerischen Rundfunks, 2015, PentaTone
- Franz Lehár, Paganini, Münchner Rundfunkorchester, Chor des Bayerischen Rundfunks, 2015, cpo
- Joseph Beer, Polnische Hochzeit, Chor des Staatstheaters am Gärtnerplatz, Münchner Rundfunkorchester, 2016, cpo
- Camille Saint-Saëns, Proserpine, Münchner Rundfunkorchester, Flämischer Radio Chor, 2017, Ediciones Singulares[7]